# Europa Universalis V
Europa Universalis V é um jogo de grande estratégia que está sendo desenvolvido pela Paradox Development e publicado pela Paradox Interactive . É a continuação do jogo Europa Universalis IV  2013. O jogo foi anunciado oficialmente em 8 de maio de 2025.

## Jogabilidade
Europa Universalis V será um jogo de grande estratégia que permite ao jogador assumir o controle de um país e guiá-lo pela história, iniciando em 1337.  Um dos novos recursos não presentes nas versões anteriores é a capacidade de automatizar partes da jogabilidade, permitindo que o jogador foque apenas em mecânicas específicas, como comércio ou na área militar, enquanto delega o funcionamento sobre as outras para a inteligência artificial aplicada ao jogo.

## Desenvolvimento
Europa Universalis V está sendo desenvolvido pela Paradox Development Studios. Durante o desenvolvimento, o projeto foi nomeado como "Projeto César", e começou a ser desenvolvido em 2020. A partir do início de 2024, a Paradox começou a publicar discretamente postagens no fórum chamadas "Tinto Talks", que apresentariam vários aspectos do Projeto César. Isso incluía mecânicas centradas na gestão da economia, mapa e representação do Sacro Império Romano-Germânico e recursos diplomáticos. O jogo foi anunciado oficialmente em 8 de maio de 2025.

## Links externos
- Website oficial